# Ушур (Балезинский район)
Ушу́р — деревня в Балезинском районе Удмуртии, входит в Исаковское сельское поселение.

## География
Через деревню протекает одноимённая река.
До центра сельского поселения — деревни Исаково — 7 километров.
Находится в полукилометре от федеральной дороги Р321. Добраться можно из районного центра — Балезино, на ежедневном автобусе Балезино-Ушур, или же на любом из транзитных выходящих из Ижевска и Глазова.

## Население
| 1961 | 2008 | 2010 | 2012 | 2014 |
| ---- | ---- | ---- | ---- | ---- |
| 97   | ↗440 | ↘348 | ↘344 | ↗409 |

## Инфраструктура
Имеется основная школа на 35 учеников.

## Уличная сеть
8 улиц: Береговая, Кооперативная, Молодёжная, Подлесная, Садовая, Центральная, Юбилейная.